# Andrej Solomatin
Andrej Jur'evič Solomatin (in russo Андрей Юрьевич Соломатин?; Mosca, 9 settembre 1975) è un ex calciatore russo, di ruolo difensore.

## Palmarès
- Campionato russo: 1

CSKA Mosca: 2003
- Coppa di Russia: 5

Lokomotiv Mosca: 1995-1996, 1996-1997, 1999-2000, 2000-2001
CSKA Mosca: 2001-2002
- Supercoppa di Russia: 1

CSKA Mosca: 2004